# Heinrich van de Sandt
Heinrich van de Sandt (* 13. September 1899 in Griethausen, Kreis Kleve; † 1. März 1974 in Kleve) war ein deutscher Landwirt und Politiker (Zentrum, NSDAP).

## Herkunft und Familie
Heinrich van de Sandt wurde als erstes von sieben Kindern der Eheleute Joannes Alexander Richard van de Sandt (1863–1907) und Helene Baumann (1866–1929), die eine kleine Landwirtschaft betrieben, geboren. Sein Bruder Theodor war Politiker und Landrat des Kreises Meschede. Am 7. Mai 1935 heiratete Heinrich in Wissel Klara Johanna Baumann (1913–1973). Aus der Ehe gingen drei Kinder hervor.

## Beruflicher Werdegang
Nach dem Besuch der Volksschule in Griethausen und des Gymnasiums in Wipperfürth, das er mit dem Reifezeugnis verließ, trat van de Sandt 1917 in die kaiserliche Marine ein. Er tat zunächst knapp ein Jahr lang auf dem Schiff Friedrich der Große Dienst und trat dann in die Kriegsmarineschule in Sonderburg ein, aus der er im Dezember 1918 entlassen wurde. 1919 und 1920 studierte er Landwirtschaft und Volkswirtschaft in Bonn und Poppelsdorf. Seit 1919 war er Mitglied der katholischen Studentenverbindung KDStV Ascania Bonn.
Von 1920 bis 1922 war van de Sandt Melker auf dem Hof seiner Eltern, dann bis 1927 Betriebsleiter. In diesem Jahr übernahm er die Bewirtschaftung des Klosterhofes, des Bauernhofes seiner Eltern in Griethausen. In den 1920er Jahren begann er sich im landwirtschaftlichen Organisationswesen, insbesondere im Genossenschaftswesen, zu betätigen: Von 1920 bis zu seinem Tod war er Vorsitzender der Ortsbauernschaft Griethausen. Daneben begann er sich lokalpolitisch zu engagieren: Für das Zentrum wurde er Gemeinderat in Griethausen. Außerdem wurde er Deichgräf der Deichschau Kleverhamm beziehungsweise stellvertretender Deichgräf des Deichverbandes Grieth-Griethausen. 1932 wurde van de Sandt nebenamtlicher Bürgermeister in Griethausen und Amtsvertreter des Amtes Griethausen.
1932 kandidierte van de Sandt als Kandidat der Zentrumspartei erfolglos als Abgeordneter für den Reichstag. Zu Ostern 1933 trat er in die NSDAP ein. Am 16. August 1933 trat er auf Vorschlag des Zentrums im Nachrückverfahren für den ausgeschiedenen Abgeordneten Karl Schmitz in den nationalsozialistischen Reichstag ein, dem er bis zum Herbst 1933 angehörte.
Nach dem Zweiten Weltkrieg war van de Sandt bis 1969 Bürgermeister von Griethausen und anschließend von 1969 bis 1974 stellvertretender Bürgermeister in Kleve. Von 1948 bis 1969 war er Aufsichtsrats- und Vorstandsmitglied, seit 1969 Ehrenmitglied der Rheinischen Waren-Zentrale in Köln. Von 1950 bis 1970 war er zudem Vorstandsmitglied der Kreisbauernschaft Kleve und Mitglied der Landwirtschaftskammer.